# Program Uzupełniania Lokalnej i Regionalnej Infrastruktury Kolejowej Kolej +

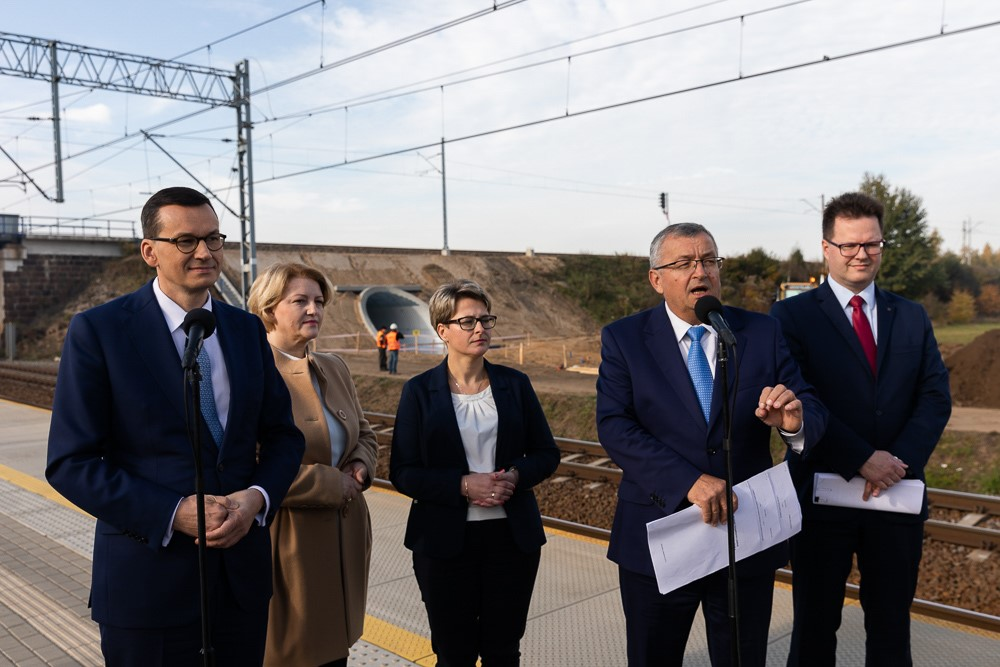
Konferencja z udziałem Mateusza Morawieckiego, w sprawie ogłoszenia programu „Kolej +” (stacja Jasienica Mazowiecka, październik 2018)

Program Uzupełniania Lokalnej i Regionalnej Infrastruktury Kolejowej Kolej + – polski wieloletni program rządowy ustanowiony na lata 2019–2029 uchwałą nr 151/2019 Rady Ministrów z 3 grudnia 2019.
Celem programu jest eliminowanie wykluczenia komunikacyjnego mieszkańców Polski w drodze uzupełniania sieci kolejowej o nowe połączenia, przede wszystkim zapewniające pasażerom dostęp do komunikacji międzywojewódzkiej. Program dotyczy głównie miejscowości liczących powyżej 10 000 mieszkańców, nie mających dostępu do kolei pasażerskiej albo towarowej. Realizacja programu ułatwić ma dostęp do pociągów pasażerskich, poprawić warunki prowadzenia działalności gospodarczej i zwiększyć bezpieczeństwo na drogach (przejęcie przewozów towarowych). Program jest adresowany bezpośrednio do samorządu terytorialnego. Limit finansowy ustalono na kwotę 13,2 miliarda złotych (11,2 miliarda ze środków Skarbu Państwa – z dokapitalizowania spółki PKP Polskie Linie Kolejowe i 2 miliardy ze środków samorządowych).
Program składa się z trzech komponentów:
- inwestycyjnego (podstawowy),
- organizacji przewozów pasażerskich (uzupełniający),
- ochrony infrastruktury kolejowej przed likwidacją (uzupełniający)[1].

Ustawą wprowadzającą i regulującą ten program rządowy została uchwalona 9 stycznia 2020 przez Sejm RP IX kadencji nowelizacja ustawy o transporcie kolejowym i niektórych innych ustaw podpisana przez prezydenta RP Andrzeja Dudę 4 marca 2020. Uroczystość podpisania ustawy przez prezydenta RP Andrzeja Dudę odbyła się na peronie zamkniętej wtedy od 1 sierpnia 2009 stacji PKP w Końskich. Ustawa weszła w życie 17 kwietnia 2020. Ustawa wprowadziła przepisy mające na celu w swoich założeniach powstrzymanie procesu likwidacji infrastruktury po dawnych liniach kolejowych i umożliwienie ich odbudowy oraz udostępnianie obecnie nieeksploatowanych lub wygaszanych linii kolejowych.